# Cashback-website
Een cashback-website is een soort GPT-website. Cashback-websites geven hun leden een percentage van het aankoopbedrag terug als deze leden producten of diensten online hebben gekocht en daarbij de links op de cashback-website hebben gebruikt.

## Werking van cashback-websites
Als een consument een transactie uitvoert bij een online winkel, dan zullen de meeste consumenten dit direct doen bij de online winkel in kwestie. Consumenten die zich hebben aangesloten bij een cashback-website daarentegen, zullen vaak eerst naar de cashback-site toegaan, daar op de link klikken van de betreffende online winkel en vervolgens bij de online winkel de transactie uitvoeren. Want dan ontvangt de cashback site een commissie van de online winkel op het moment dat de transactie is bevestigd. En een gedeelte van deze commissie betaalt de cashback-website weer terug aan de consument die de transactie heeft uitgevoerd.
Soms is het mogelijk dat leden ook op andere manieren geld kunnen verdienen, zonder dat ze producten of diensten kopen. Voorbeelden zijn: het aanvragen van offertes, deelnemen aan enquêtes, aanbrengen van andere leden. Ook zijn er cashback-programma's waarbij leden geen geld maar punten sparen, die dan vervolgens kunnen worden omgewisseld in geld of cadeaus. De meeste cashback-sites hanteren een minimum uitbetalingsbedrag. Pas daarboven kunnen leden het geld op hun rekening laten uitkeren.

## Organisaties
Grote partijen zoals Microsoft Network en Yahoo! zijn al actief op het gebied van cashback-programma's. MSN is actief met CIAO waarvan het cashback-programma wordt geïntegreerd in Bing. Yahoo! integreert het cashback-mechanisme in Kelkoo.

## In Europa
Er zijn diverse cashback-sites in Europa. De meeste daarvan zijn alleen actief in hun eigen land. In het Verenigd Koninkrijk is Quidco veruit het grootste programma. Ze claimen 100% van hun commissie terug te geven aan hun leden, waarbij ze jaarlijks 5 pond inhouden. iPoints is ook een vorm van een cashback programma in het Verenigd Koninkrijk. Leden kunnen het opgebouwde saldo verzilveren voor cadeaus. iPoints is sinds 2007 onderdeel van Maximiles, een online spaarprogramma actief in Frankrijk, Spanje en Italië. Daarnaast heeft Maximiles in Frankrijk een apart cashback-label opgezet onder de naam Fabuleos. In Nederland zijn er wel 30 verschillende cashback-programma's.

## Toekomst
De verwachting is dat een consolidatie in de industrie zal plaatsvinden en dat alleen de grote cashback-programma's zullen overblijven.